# Carteronius fuscus
Carteronius fuscus là một loài nhện trong họ Clubionidae.
Loài này thuộc chi Carteronius. Carteronius fuscus được Eugène Simon miêu tả năm 1896.